# Medelhavsloppet
Medelhavsloppet, på franska Tour Méditerranéen, är en cykeltävling som hålls årligen i södra Frankrike kring Medelhavet. Tävlingen startade 1974 och är sedan 2005 del av UCI Europe Tour. Loppet håller på under sex dagar i början av februari. Det är den andra etapploppet på året i Frankrike, tidigare samma månad körs etapploppet Étoile de Bessèges.
Mellan 1974 och 1977 hette loppet Trophée Méditerranéen.
Nederländaren Gerrie Knetemann innehar rekordet i antal vinster av tävlingen då han vann Tour Méditerranéen tre gånger under sin karriär.
Under säsongen 2012 var det nära att tävlingen inte skulle bli av på grund av licensproblem mellan organisationen och den franska cykelfederationen. I slutändan kom de två överens om ett avtal och loppet fortsatte som planerat.

## Segrare
| - 1974 Charly Rouxel - 1975 Joseph Bruyère - 1976 Roy Schuiten - 1977 Eddy Merckx - 1978 Gerrie Knetemann - 1979 Michel Laurent - 1980 Gerrie Knetemann - 1981 Stefan Mutter - 1982 Michel Laurent - 1983 Gerrie Knetemann - 1984 Jean-Claude Bagot - 1985 Phil Anderson - 1986 Jean-François Bernard - 1987 Gerrit Solleveld | - 1988 Jan Nevens - 1989 Tony Rominger - 1990 Gerard Rué - 1991 Phil Anderson - 1992 Rolf Gölz - 1993 Charly Mottet - 1994 Davide Cassani - 1995 Gianni Bugno - 1996 Frank Vandenbroucke - 1997 Emmanuel Magnien - 1998 Rodolfo Massi - 1999 Davide Rebellin - 2000 Laurent Jalabert | - 2001 Davide Rebellin - 2002 Michele Bartoli - 2003 Paolo Bettini - 2004 Jörg Jaksche - 2005 Jens Voigt - 2006 Cyril Dessel - 2007 José Iván Gutiérrez - 2008 Alexandr Botjarov - 2009 Luis León Sánchez - 2010 Rinaldo Nocentini - 2011 David Moncoutié - 2012 Jonathan Tiernan-Locke - 2013 Thomas Löfkvist - 2014 Steve Cummings |